# Puppet on a String
„Puppet on a String“ (Лутка на концу) је песма коју је снимила британска певачица Сенди Шо. Песма, коју су написали Бил Мартин и Фил Коултер, изабрана је за представника УК на Песми Евровизије 1967. одржаном у Бечу. Шо је победила на такмичењу; била је прва од пет победника Евровизије Уједињеног Краљевства. Њено тринаесто издање сингла у Великој Британији, "Puppet on a String" је 27. априла 1967. постало хит број један на UK Singles Chart, задржавши се на врху укупно три недеље. У Сједињеним Државама, верзија Ал Хирта из 1967. заузела је 18. место на листи Adult Contemporary и 129. на Billboard Hot 100.

## Песма Евровизије
Сенди Шо је првобитно извела песму као један од пет потенцијалних кандидата који ће представљати УК на такмичењу за Песму Евровизије 1967. у емисији The Rolf Harris Show. Никада није била одушевљена идејом да учествује у такмичењу, али њен откривач, Адам Феит, ју је наговорио на то, рекавши да ће то усрећити њеног менаџера Еву Тајлор. Тејлор је сматрала је да је то прави потез – а такође је сматрала да ће Шо вратити у добре односе са јавношћу пошто је недавно била умешана у скандал развода.
Од пет изведених песама, „Лутка на концу“ је била Сенди најмање омиљена. По њеним сопственим речима, "мрзела сам је од прве до крајње ноте. Инстинктивно сам била одбијена њеном сексистичком шаљивошћу и мелодијом са кукавицом." Била је разочарана када је изабрана за песму којом ће представљати земљу, али је победила на такмичењу, иако се одувек сматрало да је то делом последица њене постојеће популарности на континенту (имала је снимљено већину својих хит синглова на француском, италијанском, немачком и шпанском).
На то је Фил Коултер одговорио: „Посао Сенди Шо је био да пева песме, а ја не бих озбиљно схватио њену анализу или критику песме. Она веома презире песму према којој би, по било ком стандарду, требало да осећа дуг. Она нешто дугује тој песми јер ју је довела до много шире публике него што је раније имала, продала јој је много плоча и усуђујем се рећи да јој је донела много тантијема. Константно је лоше говорила о „Лутки на концу“. Можда мисли да је кредибилнија уметница од оне која је певала слатку песму која је освојила Евровизију, згодно заборављајући да је то њен највећи хит и широм Европе. Нисмо имали другог избора осим да дамо песму  Сенди - била је номинована певачица за Евровизију 1967. од стране Би-Би-Сија. И упркос свом лошем говору о "Лутки", она ју је добро отпевала. Као текстописац, само зато што уметнику дате велики хит, не очекујете оданост. У музичком бизнису кажу: „Ако очекујеш лојалност, купи себи пса!“
Као резултат победе на Песми Евровизије, "Лутка на концу" постала је њен трећи хит број један у Великој Британији (рекорд за жену у то време) и била је велики светски успех. Глобално, сингл је остварио продају већу од 4 милиона, што га чини најпродаванијом победничким песмом Евровизије до сада. Неке процене сугеришу да ово чини песму најпродаванијим синглом британске уметнице свих времена. Шо је такође снимила „Puppet on a String“ на француском („Un tout petit pantin“), италијанском („La danza delle note“), шпанском („Marionetas en la cuerda“) и немачком („Wiedehopf im Mai“).

## Поновно снимање
Шо је почетком 2007. године поново снимила песму „Puppet on a String“ како би обележила свој 60. рођендан. Снимак се догодио након што је Шо посетила свог пријатеља, музичара Хауарда Џонса, и затекла га како свира акорде на клавијатури и певуши мелодију. Подстицао ју је да настави мелодију и убрзо је схватила да је то заправо „Puppet on a String“. Снимили су нову електронску верзију песме спорог темпа и послали је продуценту/миксеру Ендију Греју који је дао завршну тачку на песму. Шо је изјавила да јој се допала нова верзија (пошто је провела велики део свог живота мрзећи оригинал) и објавила је ексклузивно за бесплатно преузимање са свог званичног сајта и Џонсовог, 26. фебруара (Шоов рођендан). Био је доступан за бесплатно преузимање 60 дана.

## Остале верзије
Песма је обрађена у преко 200 верзија на преко 30 језика.
- бугарски: "Kukla na kontsi" (Кукла на конци),  Margarita Radinska
- кинески:
  - Betty Chung[11]
  - сингапурска певачица Lara Tan[12]
  - малезијска певачица Sakura Teng
- холандски: "Speelbal in de wind" ("Beachball in the wind"), Reggy van der Burgt, касније Anneke Grönloh
- естонски: "Hüpiknukk", Heli Lääts (1967)
- фински: "Sätkynukke", Maarja-Leena Hentunen (сингл, Philips PF 340 791)
- мађарски: "Paprikajancsi" (1967), Zsuzsa Koncz
- литвански: "Lele", Violeta Riaubiskyte
- норвешки: "Sprellemann" (1967), Bente Aaseth
- пољски: "Ale Marionetka" ("What a puppet"), Halina Kunicka
- португалски: "Marionette" (1967), Simone de Oliveira; "Feira Popular" (1990), Ana Faria и дечја/тинејџерска група Onda Choc, на њиховом осмом албуму истог назива[13]
- руски: "Ya ne kukla" (Я не кукла, "I am Not a Puppet"; 1968), Emil Gorovets[14]
- српски: "Marioneta" ("Marionette", 1967), Сањалице[15]
- словачки: "Ako malý psík" ("Like a puppy", 1967),   Tatjana Hubinská (0130166 Supraphon, mono); објављено дан после Евровизије[16] Ako malý psík је такође снимила и Jana Procházková[17]
- шпански: "Marionetas en la cuerda" (1967), Lea Zafrani
- шведски: "Sprattelgumma" (1967), Siw Malmkvist[18]
- тамилски: Nantha Balan Selvanayagam (1969).

## У популарној култури
Песма је представљена у бугарском цртаном филму Buffo-Synchronists из 1975. аутора Проика Проикова и соундтреку за филм Прошле ноћи у Сохоу из 2021.

## Продаја
| Регион      | Продаја   |
| ----------- | --------- |
| Белгија     | 45.000    |
| Немачка     | 750.000   |
| широм света | 4.000.000 |